# 犬齒非鯽
犬齒非鯽（学名：Cynotilapia afra）為輻鰭魚綱鱸形目隆頭魚亞目慈鯛科犬齒非鯽屬的其中一種，分布於非洲馬拉威湖北部及中部流域，體長可達10.1公分，棲息在岩石底質水域，雄魚具有領域性，以浮游生物為食，生活習性不明，可做為觀賞魚。

## 擴展閱讀
維基物種上的相關：犬齒非鯽